# Cryptographis fuscicollis
Cryptographis fuscicollis là một loài bướm đêm trong họ Crambidae.